# Alcedo coerulescens
Il martin pescatore minore o martin pescatore azzurro (Alcedo coerulescens Vieillot, 1818) è un uccello coraciforme della famiglia degli Alcedinidi diffuso in alcune zone dell'Indonesia.

## Descrizione
Gli esemplari adulti di questa specie raggiungono i 13 cm di lunghezza. Le parti superiori del corpo presentano una colorazione azzurra con macchie bianche ai lati del collo, le parti inferiori sono prevalentemente bianche con una fascia azzurra sul petto. Il becco ha una colorazione nerastra e le zampe sono di colore marrone scuro. Le femmine presentano una colorazione più opaca e grigiastra con una fascia sul petto più sottile rispetto a quella dei maschi.

## Distribuzione e habitat
È riscontrabile a Sumatra, Giava, Kangean, Bali, Lombok e Sumbawa. È una specie residente presso torrenti, canali, risaie ed estuari non sopra gli 800 m di altitudine.